# Iwan Stranski

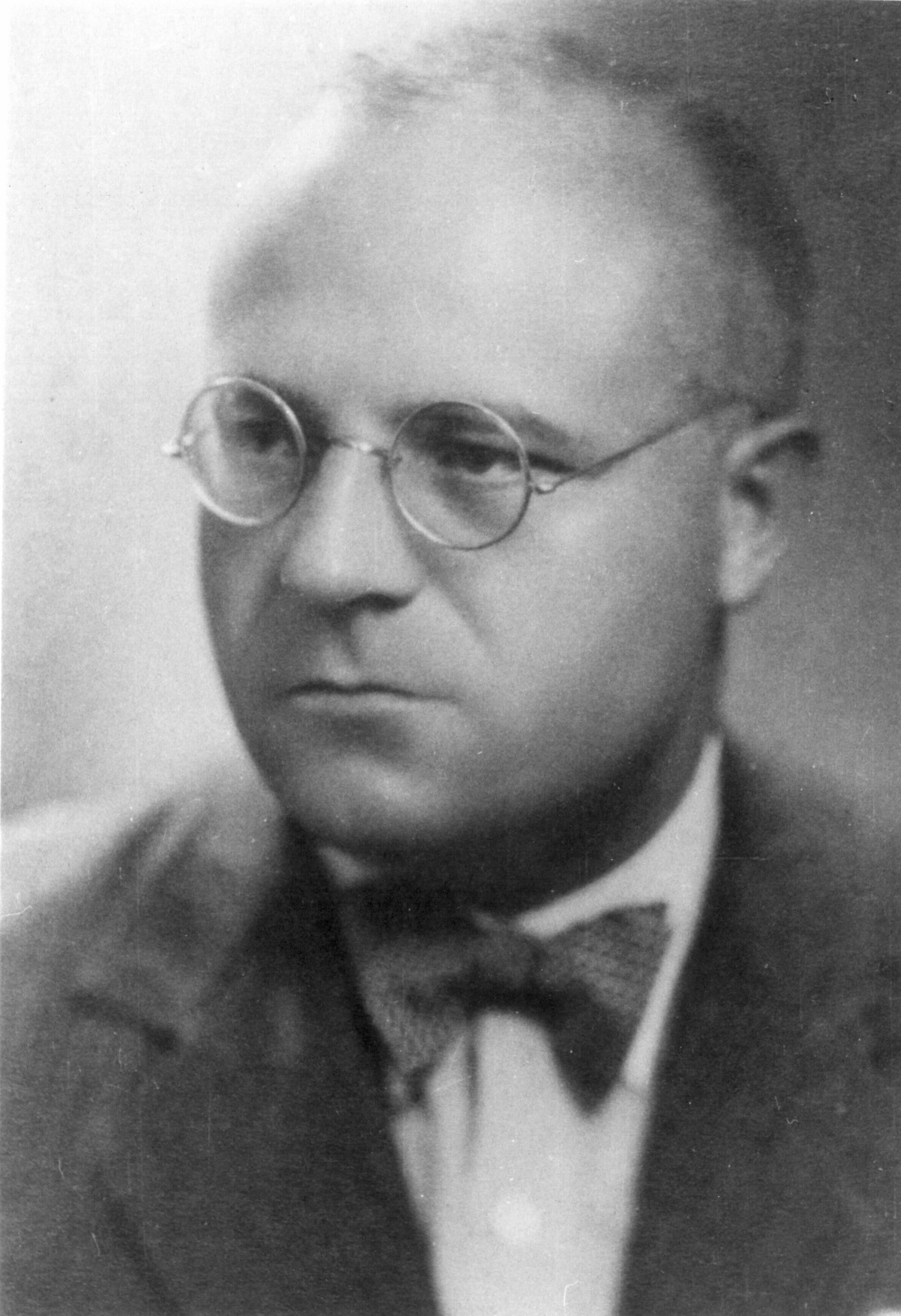
Iwan Stranski

Iwan Nikolow Stranski (bulgarisch Иван Николов Странски; englische Transkription Ivan Nikolov Stranski; * 2. Januar 1897 in Sofia, Bulgarien; † 19. Juni 1979 ebenda) war ein bulgarischer Physikochemiker, der von 1944 bis zu seinem Tod hauptsächlich in Berlin lebte, wo die wichtigsten Stationen seiner wissenschaftlichen Karriere lagen. Stranski leistete grundlegende theoretische Arbeiten zur Oberflächenchemie und zum Kristallwachstum, weshalb er oft als der „Vater der Kristallwachstumsforschung“ bezeichnet wird. Einer der grundlegenden Mechanismen des Kristallwachstums, das Stranski-Krastanow-Wachstum, oder auch die Kossel-Stranski-Theorie sind noch heute mit seinem Namen verbunden.

## Leben
Stranski wurde als Sohn des bulgarischen Hofapothekers Nikola I. Stranski und dessen Ehefrau Maria, geborene Krohn, einer Deutschbaltin aus der seinerzeit russischen Provinz Livland, geboren. Er besuchte die Volksschule und die halbklassische Abteilung des I. Knabengymnasiums zu Sofia, 1915 legte er die Reifeprüfung ab. Er begann zunächst ein Medizinstudium, wechselte dann zum Fach Biologie und nahm 1918 ein Chemiestudium an der Universität Wien auf, das er später an der Universität Sofia fortsetzte und dort mit dem Diplom abschloss. An der Friedrich-Wilhelms-Universität Berlin wandte er sich der physikalischen Chemie zu und wurde 1925 zum Dr. phil. promoviert.
Nach seiner Aufnahme als auswärtiges Mitglied in die Bulgarische Akademie der Wissenschaften im Jahre 1966 besuchte Stranski wieder öfter seine Heimat. Bei einem dieser Besuche verstarb er in Sofia. Beigesetzt wurde er auf dem Waldfriedhof Dahlem in Berlin (Feld 012-349).

## Wissenschaftliche Laufbahn
Ab 1926 war er als Dozent für Physikalische Chemie an der Universität Sofia tätig. Hier wurde er 1929 zum außerordentlichen Professor berufen. Mit einem Stipendium der Rockefellerstiftung arbeitete er von 1929 bis 1930 als Gastwissenschaftler bei Max Volmer am Institut für Physikalische Chemie der Technischen Hochschule Berlin. Von 1935 bis 1936 war er als Abteilungsleiter am Physikalisch-technischen Institut des Urals in Swerdlowsk (UdSSR) tätig. 1937 berief ihn die Universität Sofia zum ordentlichen Professor. Von 1941 bis 1944 hatte er eine Gastprofessur am Institut für Physikalische Chemie an der Technischen Hochschule Breslau inne. 1944 berief ihn die Kaiser-Wilhelm-Gesellschaft zum Wissenschaftlichen Mitglied des Kaiser-Wilhelm-Instituts für Physikalische Chemie und Elektrochemie in Berlin-Dahlem, dem späteren Fritz-Haber-Institut. Von 1953 bis zu seiner Emeritierung 1970 war er Leiter einer selbständigen Abteilung und stellvertretender Direktor des Instituts.
1945 wurde er als Nachfolger von Max Volmer zum ordentlichen Professor und Direktor des Instituts für Physikalische Chemie der Technischen Universität Berlin berufen. 1951–1953 war er Rektor der Hochschule. 1963 wurde er emeritiert.

## Wissenschaftliche Auszeichnungen und Mitgliedschaften

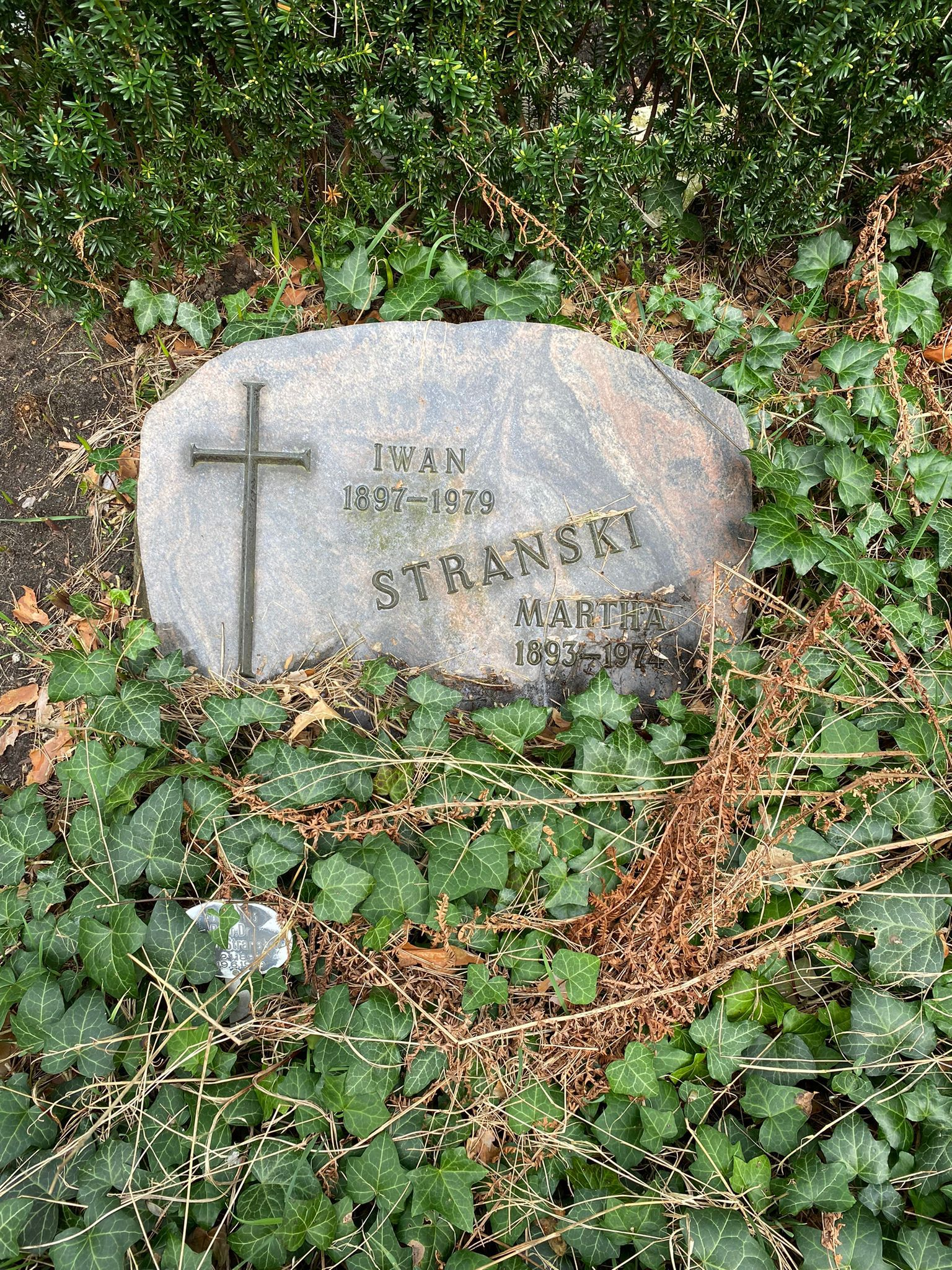
Grabstätte auf dem Waldfriedhof Dahlem

- Galvani-Medaille der Universität zu Bologna, 1938
- Silberne Hofmann-Medaille der Deutschen Chemischen Gesellschaft, Berlin, 1939
- Korrespondierendes Mitglied der Akademie der Wissenschaften zu Göttingen, 1940[2]
- Kyrillus-Methodius-Preis für Wissenschaft der Bulgarischen Akademie der Wissenschaften, 1940
- Dr. rer. nat. h. c. der Universität Breslau, 1940
- Auslandsmitgliedschaft der Kungliga Vetenskaps- och Vitterhetssamhället i Göteborg, 1940
- Ehrendoktor der Freien Universität Berlin[3] 1954
- Ehrenmitgliedschaft der Deutschen Mineralogischen Gesellschaft, 1954
- Seit 1959 Korrespondierendes Mitglied der Bayerischen Akademie der Wissenschaften, München[4]
- Benennung eines neuen Minerals aus der Tsumeb Mine in Namibia durch Hugo Strunz als Stranskiit, 1960
- Ehrensenator[5] der Technischen Universität Berlin 1963
- Großes Verdienstkreuz des Verdienstordens der Bundesrepublik Deutschland, 1964
- Dr. Ing. E. h. der Technischen Hochschule zu Aachen, 1964
- Dr. techn. h. c. der Technischen Hochschule zu Wien, 1964
- Auswärtige Mitgliedschaft der Bulgarischen Akademie der Wissenschaften, Sofia, 1966
- Mitgliedschaft der Deutschen Akademie der Naturforscher Leopoldina, Halle, 1966

## Trivia
Zwei Forschungsinstitute in Deutschland tragen seinen Namen:
- Das I.-N.-Stranski-Institut für Metallurgie in Oberhausen sowie
- das Stranski-Laboratorium für Physikalische und Theoretische Chemie der Technischen Universität Berlin (von 1967 bis 2001 Iwan-N.-Stranski-Institut).